# Fan Li
Fan Li (chinês simplificado: 范蠡, pinyin: Fàn Lǐ) foi um antigo conselheiro de estado chinês em Yue durante o período das Primaveras e Outonos. Ele nasceu em 517 a.C, e sua data de morte é incerta, por vezes apontada em 448 a.C. Também é conhecido pelo nome de Tao Zhu Gong, adotado após uma vitória sobre Wu.